# Réseau BreizhGo du Finistère
Pour les articles homonymes, voir Penn-ar-Bed.
Les lignes routières BreizhGo en Finistère désignent les lignes de transport en commun par autocar du réseau BreizhGo organisé par le conseil régional de Bretagne desservant le département du Finistère.
Jusqu'en septembre 2018 et le déploiement du réseau régional unique BreizhGo, le réseau du Finistère se nommait Penn-ar-Bed (Finistère en breton) et était organisé par le conseil départemental du Finistère.

## Historique

### Le réseau départementalPenn-ar-Bed

Logo de Penn-ar-Bed, ancien réseau du département.

Le réseau connait, depuis 2004, une fréquentation en croissance globale de 90 %, en particulier sur les principales lignes qui relient les communes à Brest et Quimper.
Le Conseil départemental applique, depuis septembre 2004, un tarif unique fixé à deux euros sur toutes les lignes du réseau, à l'exception de la ligne Quimper - Brest (tarification découpée en trois tranches de deux euros, soit six euros le parcours complet).
En plus du réseau régulier, plus de 800 circuits ont été conçus depuis 1984 pour le transport scolaire, en dehors des agglomérations possédant leur propre réseau. Plus de 24 000 élèves sont ainsi quotidiennement pris en charge.

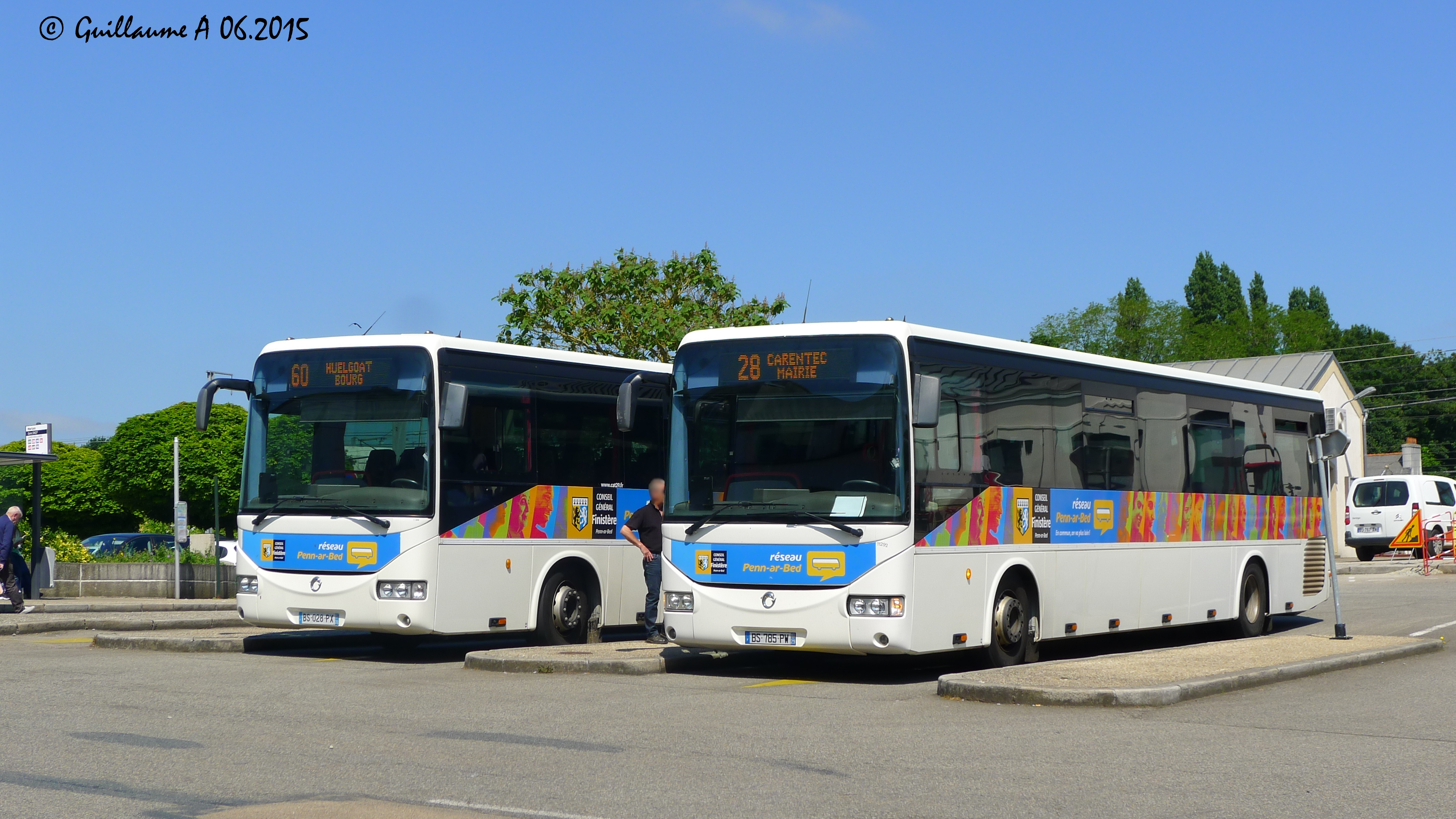
Duo d'Irisbus Crossway à la gare SNCF de Morlaix.

Depuis 2007, une carte spécifique aux scolaires, la carte Transcool +, a été mise en œuvre : elle leur permet la libre circulation sur le réseau, en dehors des seuls transports domicile-établissement scolaire. La carte permet en outre d'accéder gratuitement aux bus des agglomérations de Brest métropole (Bibus), Quimper Bretagne Occidentale (Qub) et Morlaix Communauté (TIM).
Depuis 2006, tout usager du réseau Penn-ar-Bed, doté de tickets ou abonnements, peut accéder gratuitement aux bus de ces agglomérations.

### Réseau régionalBreizhGo
En 2017, à la suite du vote de la loi NOTRe du 7 août 2015, la compétence des transports de voyageurs (ou collectifs) et de transports scolaires a été transféré du conseil départemental (du Finistère) au conseil régional (de Bretagne) à partir du 1er septembre 2017. La Région Bretagne devient donc l'autorité organisatrice des transports scolaires et interurbains du Finistère,. En septembre 2018, le réseau Penn-ar-Bed est fusionné au sein du réseau régional unique BreizhGo.
Le 8 décembre 2024, le Finistère inaugure la numérotation régionale unifiée : un 9 (évoquant le numéro de département, le 29) s'ajoute au numéro existant, ainsi la 11 devient 911 tandis que les lignes 80A et 80B deviennent 980 et 981).

## Le réseau

### Lignes régulières
- 911 : Le Conquet - Brest
- 912 : Saint-Renan - Brest
- 913 : Lampaul-Plouarzel - Brest
- 914 : Ploudalmézeau - Brest
- 915 : Milizac-Guipronvel - Brest
- 916 : Porspoder - Brest
- 920 : Plouguerneau - Brest
- 921 : Lesneven - Brest
- 922 : Plouvien - Plabennec - Brest
- 923 : Kerlouan - Lesneven - Brest
- 924 : Plounéour-Brigognan-Plages - Lesneven - Brest
- 925 : Roscoff - Lesneven - Brest
- 926 : Landerneau - Lesneven - Brest
- 927 : Ploudaniel - Brest
- 929 : Roscoff - Morlaix
- 931 : Brest - Quimper
- 932 : Le Faou - Brest
- 933 : Dirinon - Brest
- 934 : Camaret s/mer - Brest
- 935 : Châteaulin - Carhaix-Plouguer
- 936 : Carhaix-Plouguer - Morlaix
- 937 : Camaret s/mer - Quimper
- 939 : Landerneau - Daoulas
- 941 : Bénodet - Quimper / par Gouesnac'h ou par Clohars-Fouesnant
- 942 : Fouesnant - Quimper
- 943 : Pont Aven (desserte saisonnière) - Trégunc - Concarneau - Quimper
- 945 : Scaër - Quimper
- 946 : Elliant - Quimper
- 948 : Bénodet - Concarneau (ligne saisonnière)
- 950 : Plogoff (Pointe du Raz) - Douarnenez (ligne saisonnière)
- 951 : Douarnenez - Quimper
- 952 : Quimper - Douarnenez - Audierne - Plogoff (Pointe du Raz)
- 953 : Pointe du Raz (en été uniquement) - Audierne - Quimper
- 954 : Pouldreuzic - Pont-L'Abbé
- 955 : Pouldreuzic - Quimper
- 956 : Saint-Guénolé - Quimper (par Pont-L'Abbé et Le Guilvinec) / Penmarc'h - Quimper (par Pont-l'Abbé et Plomeur)
- 957 : Plobannalec-Lesconil - Quimper
- 958 : Combrit Sainte-Marine - Quimper (ligne saisonnière)
- 960 : Morlaix - Huelgoat - Quimper
- 961 : Carhaix-Plouguer - Brest
- 962 : Carhaix-Plouguer - Quimper
- 980 : Sizun - Landivisiau
- 981 : Landivisiau - Plouzévédé

### Transport à la demande
Plusieurs intercommunalités disposent de services de transport à la demande, numérotés par ajout d'un chiffre en plus du numéro de la ligne sur laquelle ils assurent le rabattement, :
- Communauté de communes du Pays des Abers (ligne 9114) ;
- Communauté Lesneven Côte des Légendes (lignes 9221 et 9261) ;
- Pays d'Iroise Communauté (lignes 9111, 9131, 9132, 9141 et 9161) ;
- Communauté de communes du Pays de Landivisiau (lignes 9801 à 9804) ;
- Communauté de communes de Pleyben-Châteaulin-Porzay (lignes 9340, 9342, 9371, 9372, 9612 et  9622)
- Communauté de communes Presqu'île de Crozon-Aulne maritime (lignes 9340 et 9342) ;
- Communauté de communes de Haute Cornouaille (lignes 9451, 9611 et 9621) ;
- Communauté de communes Cap Sizun - Pointe du Raz (ligne 9531) ;
- Communauté de communes du Pays Bigouden Sud (ligne 9564) ;
- Communauté de communes du Haut Pays Bigouden (lignes 9521 et 9541) ;
- Douarnenez Communauté (lignes 9511 à 9515).

## Tarification
La tarification BreizhGo est harmonisée à partir de septembre 2020 avec notamment un ticket unitaire à 2,50 € sauf sur la ligne 931 où une tarification kilométrique (ticket unité à 2,50 € pour un trajet inférieur à 30 km pouvant monter jusqu'à 10 € pour un trajet de plus de 110 km) est maintenue,.